# Józef Dziemidok

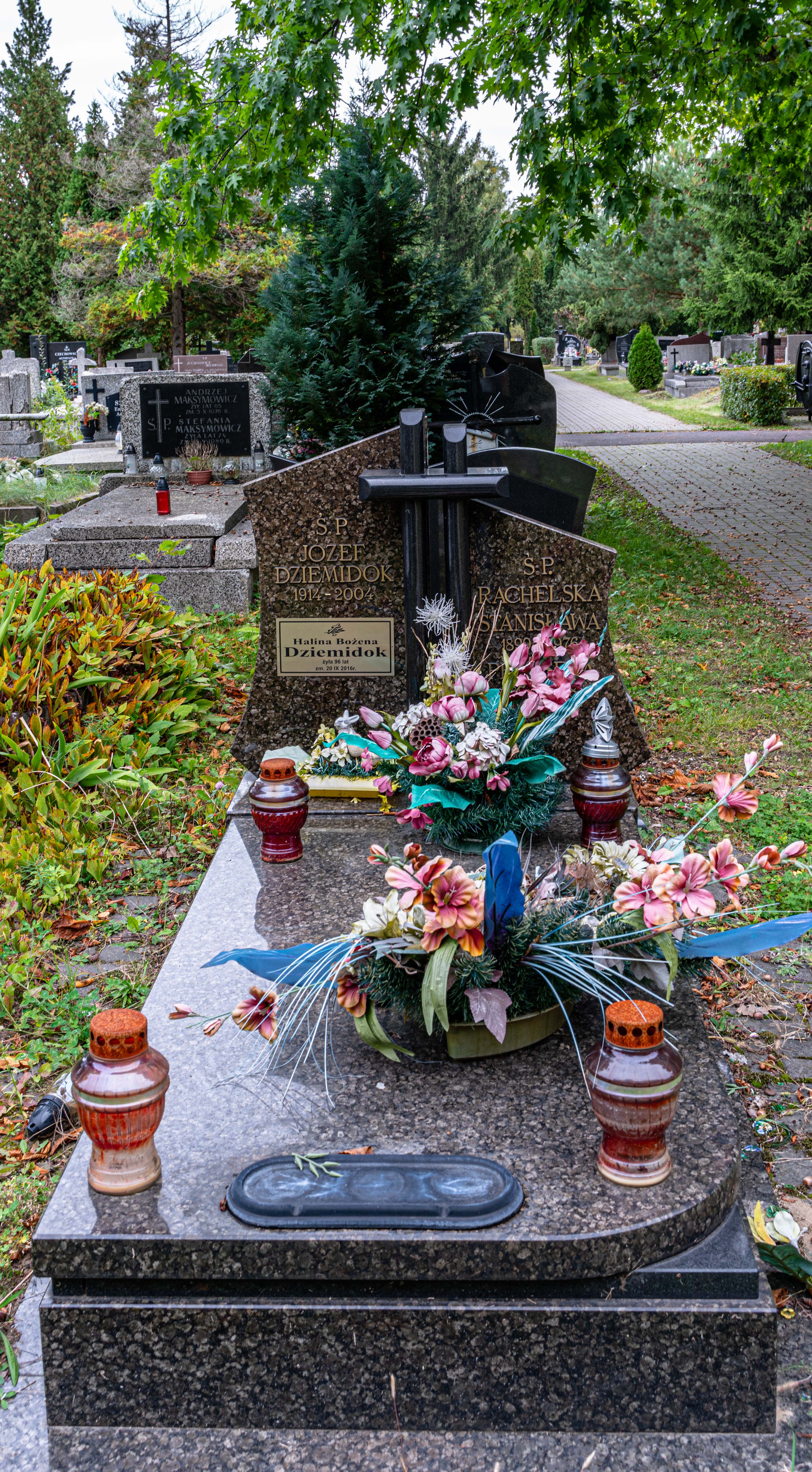
Grób Józefa Dziemidoka na cmentarzu komunalnym Północnym w Warszawie

Józef Dziemidok (ur. 6 lutego 1914 w Marcinowiczach, zm. 5 marca 2004) – funkcjonariusz aparatu bezpieczeństwa PRL oraz Milicji Obywatelskiej.

## Życiorys
W organach bezpieczeństwa od 1945 roku, najpierw w Poznaniu jako referent, następnie pełniący obowiązki zastępcy naczelnika Wojewódzkiego Urzędu Bezpieczeństwa Publicznego (WUBP). W latach 1945-1947 uczestniczył w walkach z bandami i reakcyjnym podziemiem. W grudniu 1947 roku przeniesiony do centrali MBP w Warszawie na stanowisko zastępcy naczelnika i jednocześnie (p.o.) naczelnika (od lipca 1948 naczelnik) Wydziału V Departamentu V Ministerstwa Bezpieczeństwa Publicznego, następnie od 20 marca 1953 roku wicedyrektor Departamentu XI MBP. Po likwidacji MBP i przejęciu zadań bezpieczeństwa publicznego i wywiadu przez Komitet ds. Bezpieczeństwa Publicznego, Józef Dziemidok został wicedyrektorem Departamentu VI (walka z wrogą działalnością reakcyjnego kleru) KdsBP, a 1 czerwca 1955 dyrektorem. Po likwidacji KdsBP przeniesiony do Ministerstwa Spraw Wewnętrznych na stanowisko zastępcy dyrektora Departamentu III MSW. 10 października 1957 r. został mianowany zastępcą dyrektora Centralnego Archiwum MSW, a od 11 maja 1959 roku II zastępcą komendanta Milicji Obywatelskiej ds. Służby Bezpieczeństwa miasta Warszawy.
Zwolniony z MSW 15 kwietnia 1964 r.
Pochowany na cmentarzu komunalnym Północnym w Warszawie.